# Alfonso Mateo-Sagasta
Alfonso Mateo-Sagasta, né en 1960 à Madrid, est un écrivain espagnol, spécialisé dans le roman historique et le roman policier historique.

## Biographie
Après des études des études en géographie et en histoire à l'Université autonome de Madrid, il obtient une licence en Histoire ancienne et médiévale. Pendant les deux années suivantes, il effectue des travaux d'archéologie. Il ouvre ensuite la librairie Tipo, spécialisée en archéologie et en anthropologie, dont il est l'âme dirigeante de 1987 à 1998. Il se consacre depuis lors è l'écriture.
Son premier roman, El odor de las especias (2002), est un roman historique se déroulant dans l'Espagne du Xe siècle, dans le comté de Castille du Royaume de León.
En 2004, Voleurs d’encre (Ladrones de tinta), qui reçoit plusieurs distinctions, l'action se déroule en 1614 alors qu'un certain « Isidoro Montemeyer, qui souhaite devenir hidalgo, est chargé de consigner les nouvelles de la cour de Felipe II » et doit mener une enquête pour découvrir l'identité de l'auteur de Don Quichotte, publié en son temps sous un pseudonyme. Isidoro Montemeyer revient dans La Chambre des merveilles (El gabinete de las maravillas, 2006), où il tente de découvrir l'assassin de l'archiviste du marquis de Hornacha qui souffre d'une déformation de la boîte cranienne, et dans El reino de los hombres sin amor (2014).
Tu marcheras avec le soleil (Caminarás con el sol, 2011) appartient au genre du roman d'aventures historique.

## Œuvres

### Romans

#### SérieIsidoro Montemayor
- Ladrones de tinta (2004) - Prix international du roman historique de Saragosse et Prix Espartaco du meilleur roman historique Publié en français sous le titre Voleurs d’encre, traduit par Denise Laroutis, Paris, Éditions Payot & Rivages, coll. « Rivages-thriller », 2008, 508 p.  (ISBN 978-2-7436-1822-3)
- El gabinete de las maravillas (2006) - Prix CajaGranada du roman historique et prix Semena Negra de Gijón[2]Publié en français sous le titre La Chambre des merveilles, traduit par Denise Laroutis, Paris, Paris, Éditions Payot & Rivages, coll. « Rivages-thriller », 2011, 267 p.  (ISBN 978-2-7436-2267-1)[3]
- El reino de los hombres sin amor (2014)

#### Autres romans
- El odor de las especias (2002)
- Las caras del tigre (2008)
- Caminarás con el sol (2011) Publié en français sous le titre Tu marcheras avec le soleil, traduit par Philippe Rabaté, Paris, Éditions Payot & Rivages, 2014, 268 p.  (ISBN 978-2-7436-2813-0)
- El poeta cautivo (2011), court roman historique

## Sources
: document utilisé comme source pour la rédaction de cet article.
- Claude Mesplède (dir.), Dictionnaire des littératures policières, vol. 2 : J - Z, Nantes, Joseph K, coll. « Temps noir », 2007, 1086 p. (ISBN 978-2-910686-45-1, OCLC 315873361), p. 331.